# Salix babylonica
Salix babylonica có tên là liễu, liễu rũ , đúng chính tả hơn thì gọi là liễu rủ (Trung Quốc gọi là thùy liễu - 垂柳, thùy: rủ xuống), là một loài thực vật có hoa trong họ Liễu. Loài này được Carl von Linné miêu tả khoa học đầu tiên năm 1753.

## Hình ảnh

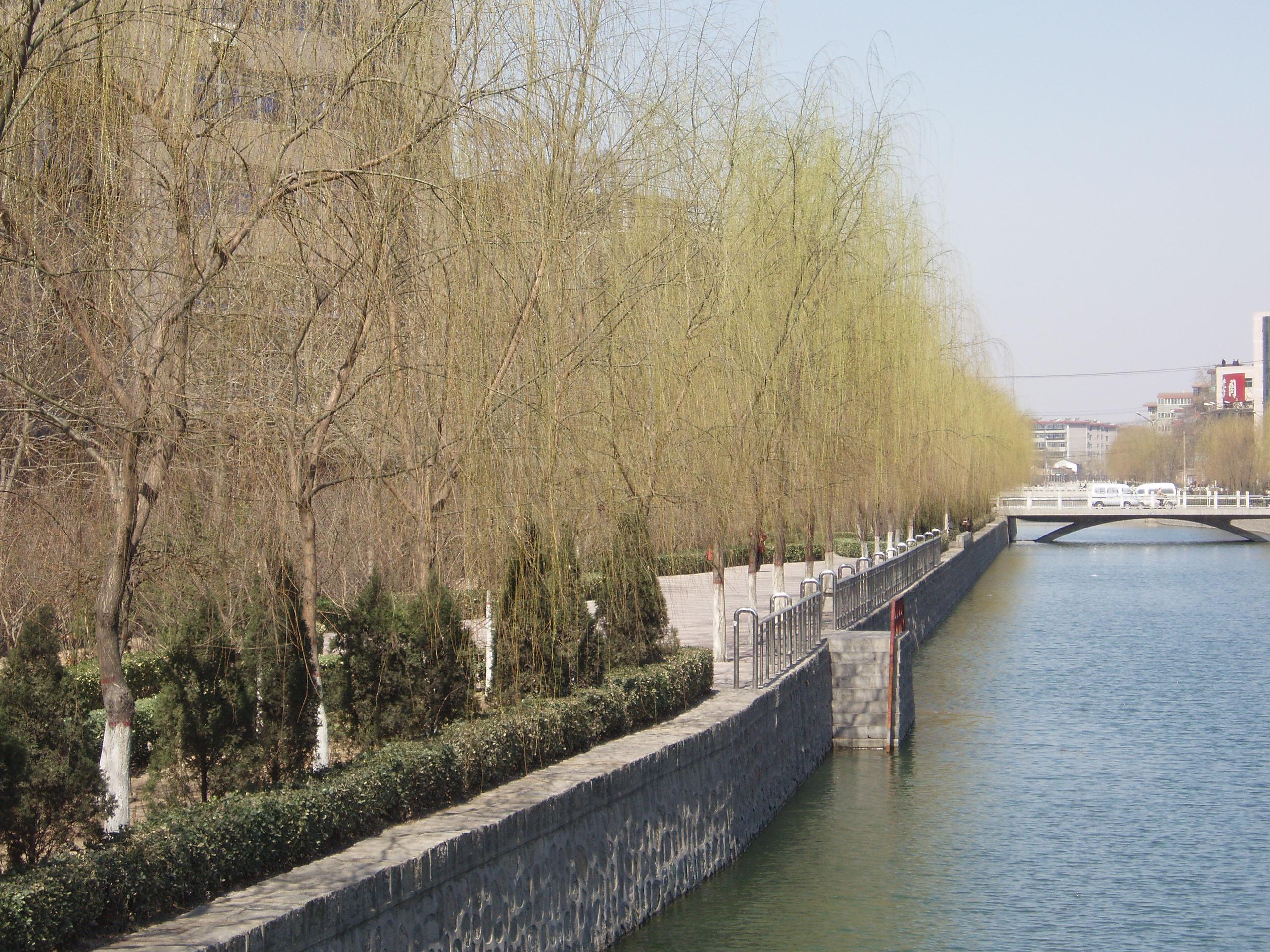
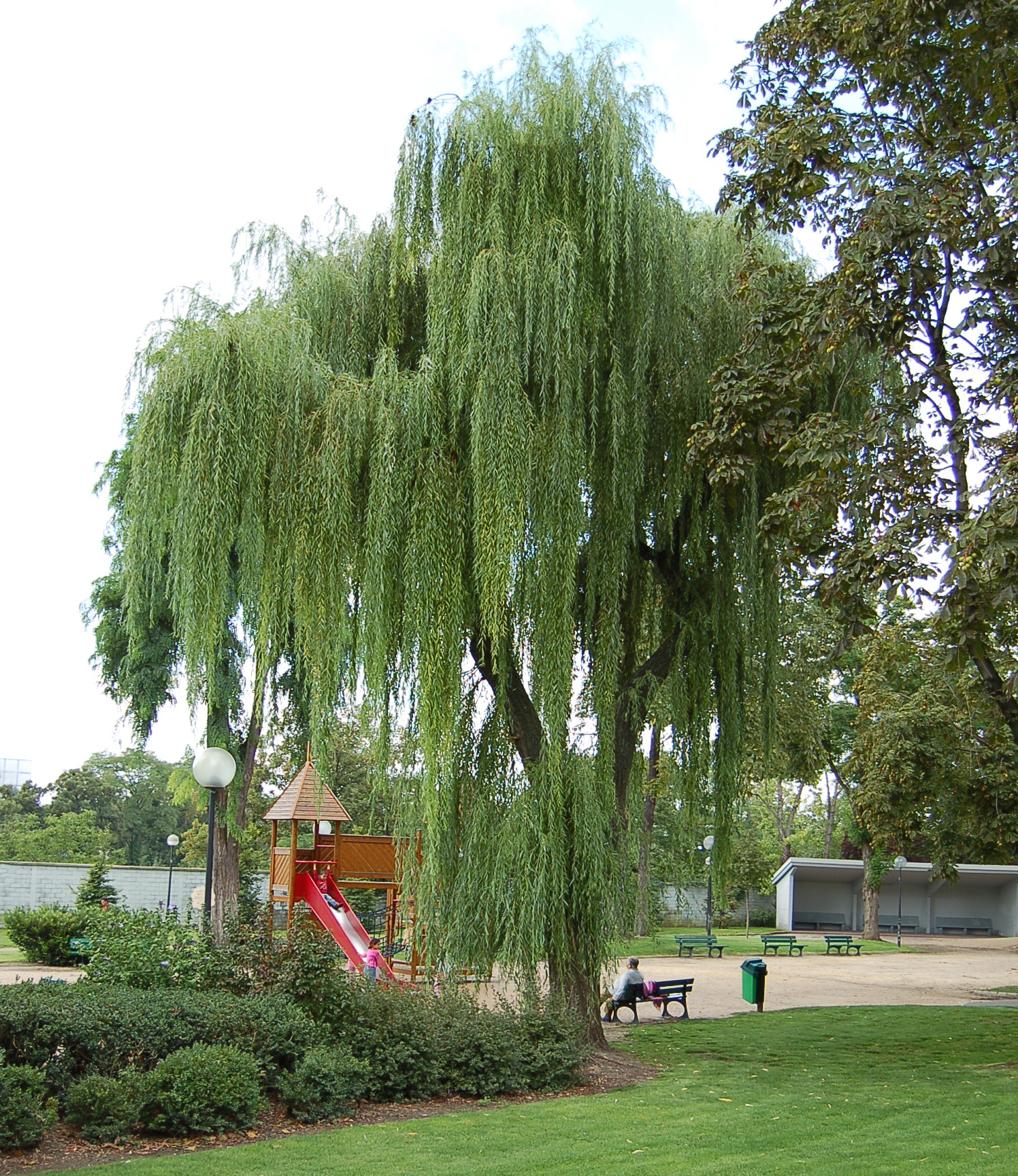
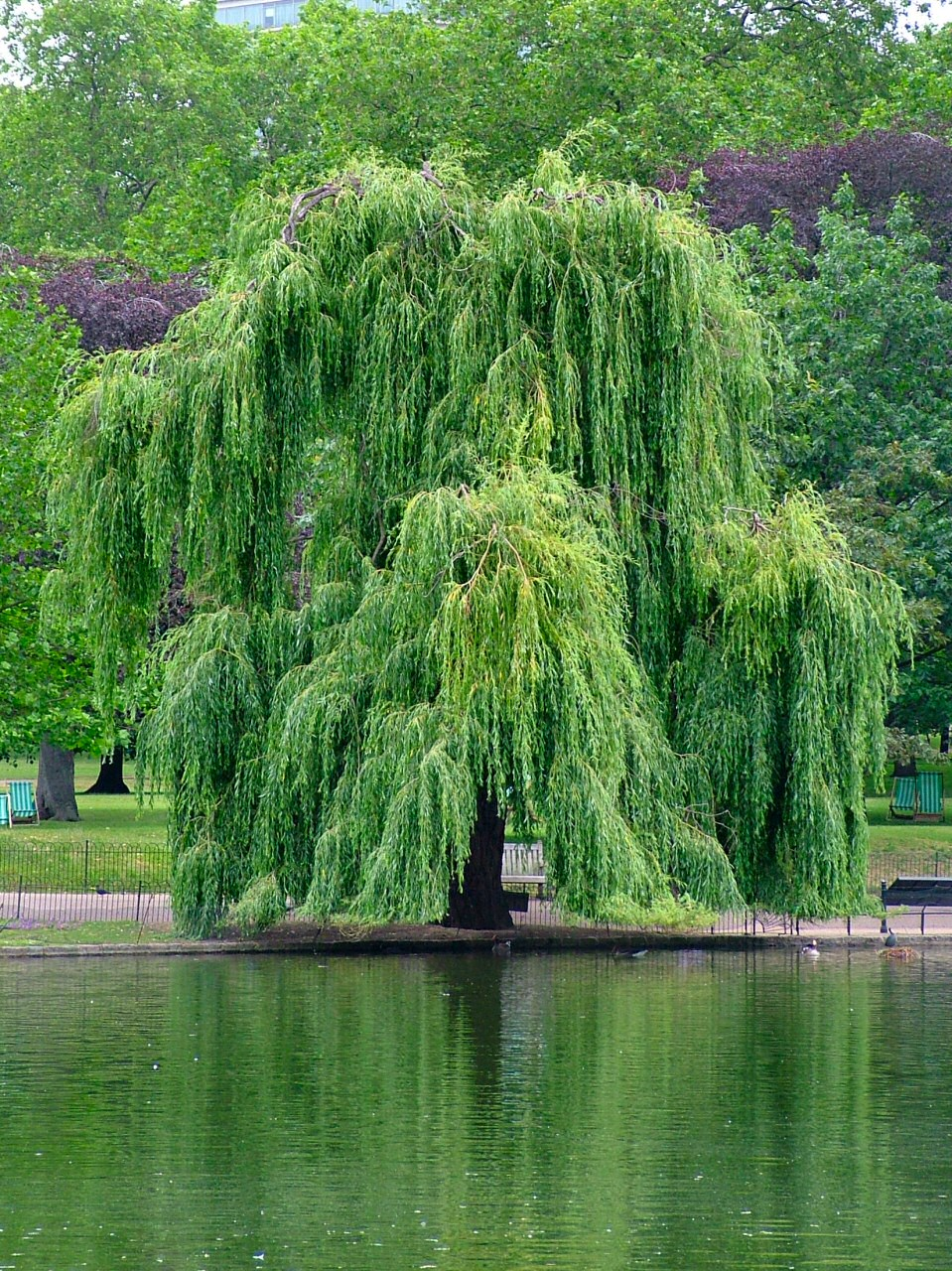
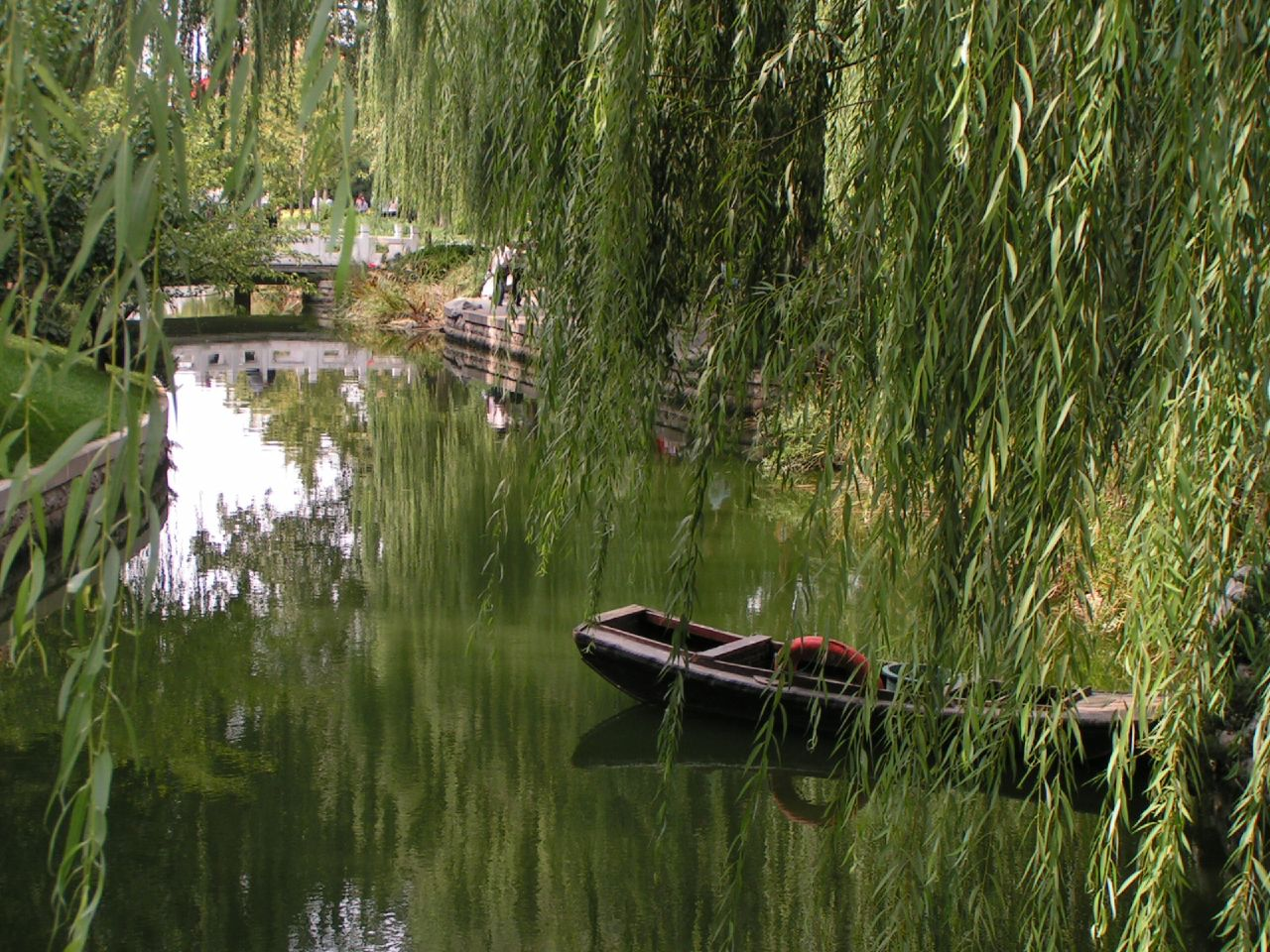
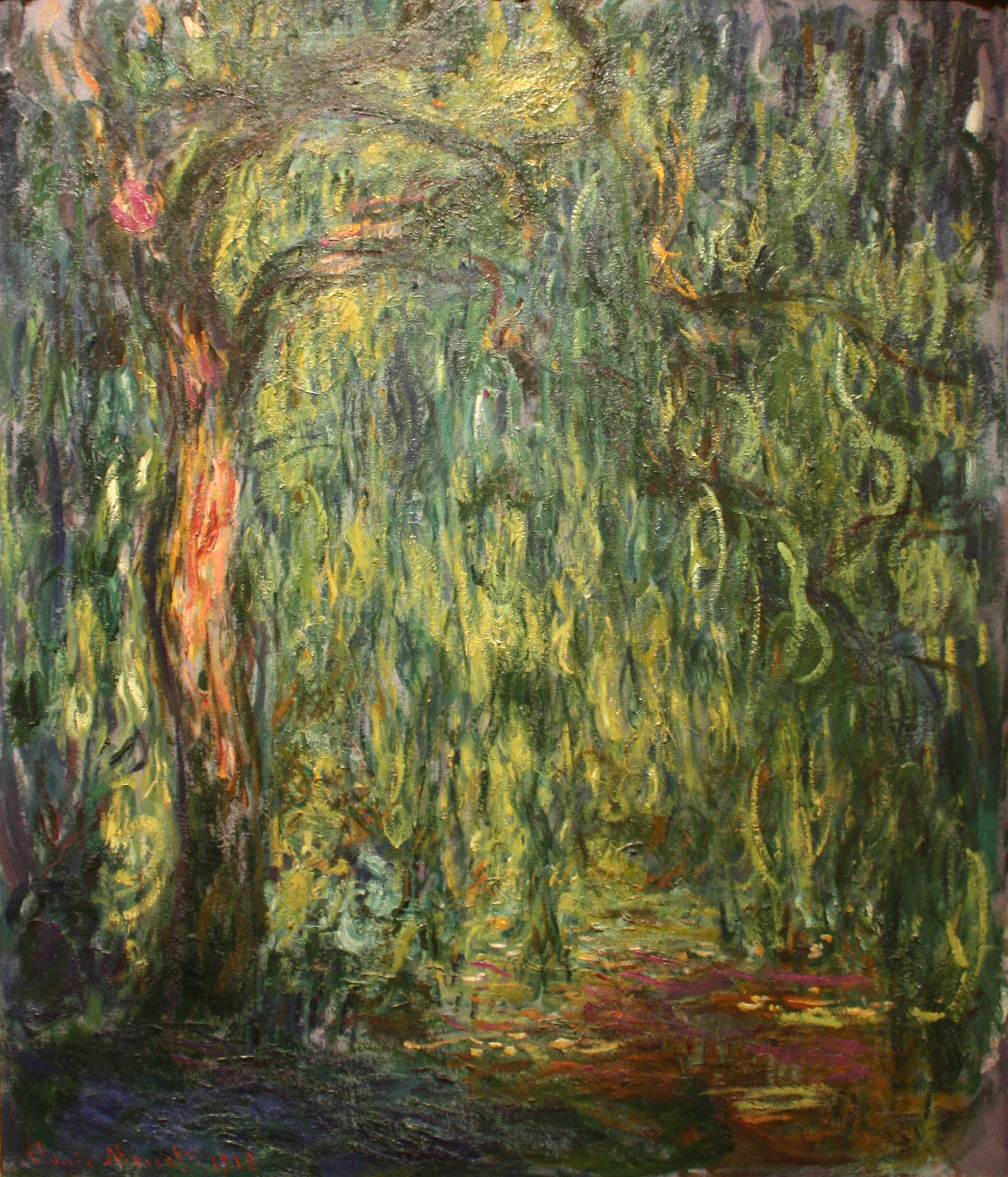
Saule pleureur, Claude Monet (1918).